# Танзания
Танза́ния (суахили Tanzania [tanzaˈni.a], англ. Tanzania [ˌtænzəˈniːə]), официальное название — Объединённая Респу́блика Танза́ния (суахили Jamhuri ya Muungano wa Tanzania, англ. United Republic of Tanzania) — государство в Восточной Африке. На севере граничит с Кенией и Угандой, на западе с Руандой, Бурунди и Демократической Республикой Конго, а на юге с Замбией, Малави и Мозамбиком. Восточной границей является Индийский океан. Входит в Содружество наций.
Номинальная столица — Додома, фактическая — Дар-эс-Салам. Государственные языки — английский и суахили. Денежная единица — танзанийский шиллинг.

## Этимология
Топоним «Танзания» образован как сочетание названий двух бывших колоний, которые вошли в состав этой страны: тан- — от Танганьики, и -зан- — от Занзибара, а окончание -ия традиционно для европейской традиции названий стран.

## География
Большую часть страны занимают обширные плоскогорья. Вдоль берега Индийского океана тянется прибрежная низменность.
Территория страны включает в себя часть крупнейших озёр Африки: Виктория на севере, Танганьика, называемое «двойником Байкала», на западе и Ньяса на юге.
На территории Танзании расположена самая высокая гора Африки — стратовулкан Килиманджаро (5895 м).
Общая протяжённость сухопутных границ составляет 3402 км, из них 769 км — с Кенией, 396 км — с Угандой, 217 км — с Руандой, 451 км — с Бурунди, 475 км — с Малави, 756 км — с Мозамбиком, и 338 км — с Замбией.

### Климат
Климат в Танзании — субэкваториальный. На севере два сезона дождей (март — май и сентябрь — ноябрь), на юге — один (ноябрь — апрель).
На островах архипелага Занзибар климат влажный, средняя дневная температура — от +28 до +30 ℃, морские бризы делают погоду очень приятной. Температура воды в Индийском океане — +24-26 ℃. В центральной части страны (1200—1700 м над уровнем моря) средняя температура составляет от +22 до +25 ℃, ночи могут быть прохладными.

## История

### Доколониальный период
Издревле территорию нынешней Танзании населяли народы, родственные бушменам и готтентотам, занимавшиеся охотой и собирательством. Затем в 1-м тысячелетии до н. э. с Эфиопского нагорья пришли кушитские племена. К началу н. э. пришли племена банту.
Примерно в середине 1-го тысячелетия н. э. на побережье нынешней Танзании появились персидские, а затем арабские работорговцы. Именно тогда началось формирование новой этнической общности суахили. Её составили местные прибрежные племена и пришельцы из Ирана, Аравии, а также из Индии.
Суахили занимались международной торговлей, из Африки вывозились рабы, слоновая кость, золото, ввозились ремесленные изделия, ткани, продукты питания.
В начале XVI века на побережье нынешней Танзании появились португальцы. С 1505 года они захватили практически все портовые города, но во второй половине XVII века арабы и негры сумели изгнать португальцев.
После изгнания португальцев арабы и местные жители активно занялись работорговлей. Рабы-негры поставлялись в страны Ближнего Востока, а также в Индию и для европейских плантаторов на островах в Индийском океане. В результате некоторые районы в глубине нынешней Танзании в XVIII веке существенно обезлюдели.
У народов шамбала, джагга, хехе, хайя, ньямвези начали складываться зачатки государственности. К примеру, государство верховного вождя племени шамбала Кимвери простиралось от склонов Килиманджаро до побережья Индийского океана. Также возникла страна племени хехе под руководством верховного вождя Муюгумбы.
В середине XIX века на побережье современной Танзании появилось множество европейцев: торговцев и миссионеров из Великобритании, Франции, Германии и США. Особенно активно действовали англичане, которые запретили султану Занзибара заниматься работорговлей.

### Колониальный период
В 1885 году на побережье Танзании высадился 29-летний немец Карл Петерс. Он довольно быстро заключил договоры с вождями 12 племён о протекторате, то есть о переходе их под власть Германии, а в 1888 году арендовал на 50 лет у султана Занзибара всю прибрежную часть нынешней Танзании.
Обеспокоенные англичане в ноябре 1890 года заключили с султаном Занзибара договор о протекторате над ним, а в 1891 году Петерс объявил о создании имперской колонии Германская Восточная Африка.
Немцы хотели превратить Германскую Восточную Африку в свою поселенческую колонию. Они создавали там плантации и возделывали каучуконосы, кофе, хлопок, сизаль. С 1902 года стали строить железные дороги, соединившие прибрежные порты с глубинными районами. К 1914 году число немцев-поселенцев достигло 5400 человек.
В 1905—1907 годах в Танзании произошло восстание Маджи-Маджи, которое было подавлено.
В августе 1914 года началась Первая мировая война, Танзания стала театром военных действий. Войска немцев, в которые также мобилизовали местных жителей, возглавил полковник фон Леттов-Форбек, сражавшийся вместе со своими солдатами против войск Великобритании, Бельгии и Португалии, совершая рейды в колонии этих стран, вплоть до ноября 1918, пока ему не сообщили, что Германия заключила перемирие с Антантой.
После Первой мировой войны Танзания перешла под опеку Великобритании. Англичане продолжили развитие плантационного хозяйства, в первую очередь сизаля, а также хлопка и кофе.

### Период независимости
9 декабря 1961 года Британия предоставила независимость Танганьике, материковой части нынешней Танзании, а 10 декабря 1963 года Занзибару, оставшемуся султанатом. Однако уже 12 января 1964 года на Занзибаре разразилось восстание, власть султана была свергнута, 26 апреля 1964 года власти Республики Танганьика и Народной Республики Занзибара и Пембы создали Объединённую Республику Танганьики и Занзибара. 29 октября 1964 года название было сокращено, страна стала называться Танзанией.
В Танзании, которую возглавил Джулиус Ньерере, был провозглашён курс на строительство нации. По всей стране началась «добровольная кампания» по участию молодёжи, женщин, стариков в строительстве общественных объектов, дорог, мостов. Эта повинность сочеталась с обучением военному делу. В то же время многие из руководителей правящей партии ТАНУ занялись личным обогащением. В 1966 году вспыхнули протесты студентов, отказывавшихся исполнять трудовые повинности. Власти Танзании подавили эти выступления военной силой.
В январе 1967 года руководство ТАНУ объявило о программе строительства в Танзании коммунизма. После этого в стране были национализированы банки, промышленные предприятия, внешнеторговые организации, а также сельскохозяйственные плантации, в том числе принадлежавшие иностранцам.
В сельской местности стали создаваться колхозы согласно концепции танзанийского коммунизма «Уджамаа». Эти новшества встретили особенное сопротивление на Занзибаре, там дошло до того, что в 1972 году был убит главный партийный лидер. В отместку власти Танзании казнили несколько десятков заговорщиков.
В середине 1970-х годов состоялась операция «Мадука» по полной национализации всей розничной торговли в стране, но она окончилась провалом.
Однопартийная система правления, существовавшая с 1970-х годов, прекратила своё существование в 1995 году, когда были проведены выборы на многопартийной основе.

## Административно-территориальное деление
Танзания делится на 31 область (суахили мкоа):
| №  | Области                    | Области (англ. )       | Адм. центр   | Площадь, км² | Население, чел. (2012) | Плотность, чел./км² |
| -- | -------------------------- | ---------------------- | ------------ | ------------ | ---------------------- | ------------------- |
| 1  | Аруша                      | Arusha                 | Аруша        | 37 576       | 1 694 310              | 45,09               |
| 2  | Геита                      | Geita                  | Геита        | 20 054       | 1 739 530              | 86,74               |
| 3  | Дар-эс-Салам               | Dar es Salaam          | Дар-эс-Салам | 1 393        | 4 364 541              | 3133,20             |
| 4  | Додома                     | Dodoma                 | Додома       | 41 311       | 2 083 588              | 50,44               |
| 5  | Занзибар Западный1         | Zanzibar Urban/West    | Занзибар     | 230          | 593 678                | 2581,21             |
| 6  | Занзибар Северный1         | Zanzibar North         | Мкокотони    | 470          | 187 455                | 398,84              |
| 7  | Занзибар Центрально-Южный1 | Zanzibar Central/South | Коани        | 854          | 115 588                | 135,35              |
| 8  | Иринга                     | Iringa                 | Иринга       | 35 503       | 941 238                | 26,51               |
| 9  | Кагера                     | Kagera                 | Букоба       | 25 265       | 2 458 023              | 97,29               |
| 10 | Катави                     | Katavi                 | Мпанда       | 45 843       | 564 604                | 12,32               |
| 11 | Кигома                     | Kigoma                 | Кигома       | 37 040       | 2 127 930              | 57,45               |
| 12 | Килиманджаро               | Kilimanjaro            | Моши         | 13 250       | 1 640 087              | 123,78              |
| 13 | Линди                      | Lindi                  | Линди        | 66 040       | 864 652                | 13,09               |
| 14 | Маньяра2                   | Manyara                | Бабати       | 44 522       | 1 425 131              | 32,01               |
| 15 | Мара                       | Mara                   | Мусома       | 21 760       | 1 743 830              | 80,14               |
| 16 | Мбея                       | Mbeya                  | Мбея         | 35 954       | 1 708 548              | 47,52               |
| 17 | Мванза                     | Mwanza                 | Мванза       | 9 467        | 2 772 509              | 292,86              |
| 18 | Морогоро                   | Morogoro               | Морогоро     | 70 624       | 2 218 492              | 31,41               |
| 19 | Мтвара                     | Mtwara                 | Мтвара       | 16 710       | 1 270 854              | 76,05               |
| 20 | Нджомбе                    | Njombe                 | Нджомбе      | 21 347       | 702 097                | 32,89               |
| 21 | Пемба Северная1            | Pemba North            | Вете         | 574          | 211 732                | 368,87              |
| 22 | Пемба Южная1               | Pemba South            | Мкоани       | 332          | 195 116                | 587,70              |
| 23 | Пвани                      | Pwani                  | Кибаха       | 32 547       | 1 098 668              | 33,76               |
| 24 | Рувума                     | Ruvuma                 | Сонгеа       | 63 669       | 1 376 891              | 21,63               |
| 25 | Руква                      | Rukwa                  | Сумбаванга   | 22 792       | 1 004 539              | 44,07               |
| 26 | Симию                      | Simiyu                 | Бариади      | 25 212       | 1 584 157              | 62,83               |
| 27 | Сингида                    | Singida                | Сингида      | 49 340       | 1 370 637              | 27,78               |
| 28 | Табора                     | Tabora                 | Табора       | 76 150       | 2 291 623              | 30,09               |
| 29 | Сонгве                     | Songwe                 | Ввава        | 27 656       | 998 862                | 36,11               |
| 30 | Танга                      | Tanga                  | Танга        | 26 677       | 2 045 205              | 76,67               |
| 31 | Шиньянга                   | Shinyanga              | Шиньянга     | 18 901       | 1 534 808              | 81,20               |
|    | Всего                      |                        |              | 885 803      | 44 928 923             | 50,72               |

1 Составляют автономный Занзибар.
2 Область Маньяра была выделена в 2002 году из области Аруша.

## Города
В Танзании есть 200 городов с численностью более 12 000 человек. Две столицы: административным центром служит историческая столица Дар-эс-Салам, а законодательным центром Додома, куда правительство перенесло основные органы в 1970-х годах.

## Население
По данным на 2019 год, население страны составляет около 60 млн человек. Население размещено довольно неравномерно. Около 80 % жителей страны проживает в сельских районах. Крупнейшим городом Танзании является Дар-эс-Салам, в котором проживает более 4 млн человек. В стране проживает около 120 различных этнических групп, наиболее многочисленные из которых: сукума, ньямвези, джагга, нгонде, мхая, хехе, бена, гого и маконде, курия, чагга, ваха, ниатуру. Большая часть этнических групп принадлежит к группе народов банту, часть относится к нилотам и койсанским народам. Небольшая доля населения Танзании — лица индийского, арабского, европейского, китайского и другого происхождения.
- Доля лиц в возрасте до 15 лет — 44,3 %; лиц в возрасте старше 65 лет — 2,6 %.

- Средний возраст составляет 17,8 лет.

- Средняя продолжительность жизни на 2011 год — 58 лет[13].

- Средний прирост населения — около 2 %.

- Рождаемость составляет 32,64 на 1000 человек; смертность — 12,09 на 1000.

- Фертильность — 4,16 рождений на 1 женщину.

- Заражённость вирусом иммунодефицита (ВИЧ) — 6,2 % (оценка на 2007 год).

### Языки
Официальными языками Танзании являются английский и суахили. Суахили обычно служит языком межэтнического общения, что особенно важно для страны со столь богатым этническим и лингвистическим разнообразием. Тем не менее родным языком большей части танзанийцев является язык их этнической группы. Английский и суахили являются в подавляющем большинстве случаев вторым и третьим языками.
Согласно языковой политике Танзании, суахили должен использоваться в социальной и политической сферах, начальном и взрослом образовании, английский — язык среднего и высшего образования, технологий и верховного суда страны. В последние десятилетия прослеживается склонность к уменьшению значимости английского и, соответственно, увеличению значимости суахили в различных областях жизнедеятельности.

### Религия
Чуть более половины жителей Танзании (55-60 %) являются христианами. Доля мусульман оценивается в 30-32 %. Ещё примерно 12 % населения придерживается местных автохтонных верований. Среди этнических меньшинств есть индуисты, бахаи, буддисты, сикхи, джайны и др.
Крупнейшими христианскими конфессиями являются католики (12,4 млн), лютеране (5,8 млн), пятидесятники (2,35 млн) и англикане (2 млн).
Мусульмане составляют большинство на Занзибаре (97 %), во многих прибрежных районах, а также в некоторых городских районах во внутренней части страны. Почти все мусульмане сунниты (от 80 до 90 %), имеется шиитское меньшинство.

## Политическая структура
Танзания — республика. Глава государства и глава правительства — президент, избираемый населением на 5-летний срок, с возможностью второго срока подряд.
14 декабря 2005 на президентских выборах победу одержал кандидат от правящей Революционной партии, глава МИД Танзании Джакайя Киквете, набрав более 80 % голосов. Его основным соперником был Ибрагим Липумба, кандидат от оппозиционного Гражданского объединённого фронта. В 2015 году Джакайю Киквете сменил на посту президента Джон Магуфули, также кандидат от правящей партии. Хотя ему пришлось столкнуться с серьёзным вызовом от оппозиционного кандидата Эдварда Ловассы, в выборах, состоявшихся 25 октября 2015 года, Магуфули был объявлен победителем президентской гонки: он получил 58 % голосов. Был приведён к присяге 5 ноября 2015 года. Киквете остался на посту лидера Революционной партии.
Парламент — однопалатное Государственное собрание (Бунге), 274 депутата, из которых 232 избираются населением на 5-летний срок, 37 женщин-депутатов назначает лично президент, и 5 депутатов назначаются автономным парламентом Занзибара.
Политические партии (по результатам выборов в декабре 2005):
- Чама Ча Мапиндузи (Революционная партия) — 206 мест в парламенте;
- Гражданский Объединённый Фронт — 19 мест;
- Чама Ча Демокрасиа на Маенделело (партия демократии и развития) — 5 мест.

Согласно Economist Intelligence Unit, страна в 2018 была классифицирована по индексу демократии как гибридный режим.

## Внешняя политика
Танзания является единственной страной Восточной Африки, которая входит в Сообщество развития Юга Африки (САДК). С 2005 по 2006 годы Танзания являлась непостоянным членом Совета Безопасности ООН.
Дипломатические отношения между СССР и Танзанией (тогда Танганьикой) были установлены 11 декабря 1961 года.

## Экономика
ВВП Танзании в 2014 году составил 33 миллиарда долларов. ВВП по ППС на душу населения — $1813.
Природные ресурсы: гидроэнергия, олово, фосфаты, уран, железная руда, уголь, алмазы, драгоценные камни, золото, газ, никель. В 2012 году обнаружены на танзанийском шельфе месторождения газа Зафарани и Лавани.
Несмотря на богатейшие природные ресурсы, экономика Танзании основывается на сельском хозяйстве, в котором занято около 80 % работающих. ВВП на душу населения в 2012 году 3,4 тыс. долларов (156-е место в мире).
Сельское хозяйство (27 % ВВП): кофе, сизаль, чай, хлопок, орехи кешью, табак, гвоздика, кукуруза, зерно, тапиока, бананы, фрукты, овощи, разводится крупный рогатый скот, овцы, козы.
Промышленность (23 % ВВП): обработка сельхозпродукции (сахар, пиво, сигареты), добыча алмазов, золота, железной руды, соли, производство обуви.
Сфера обслуживания — 50 % ВВП.

### Внешняя торговля
Экспорт в 2017 году: 5,19 млрд долл. — золото, кофе, чай, орехи кешью, хлопок.
Основные покупатели: Индия — 21,8 %, ЮАР — 17,9 %, Кения — 8,8 %, Швейцария — 6,7 %.
Импорт в 2017 году: 8,61 млрд долл. — потребительские товары, машины и транспортные средства, топливо.
Основные поставщики: Индия — 16,5 %, Китай — 15,8 %, ОАЭ — 9,2 %, ЮАР — 5,1 %.
Входит в международную организацию стран АКТ.

## Культура
Культура народов Танзании имеет богатые традиции. Это резьба по дереву, они славятся своими масками, скульптурой, предметами быта. На Занзибаре хранят традицию резьбы по скорлупе кокоса, выпиливания по дереву. В Танзании зародился стиль живописи Тингатинга, названный по имени автора Эдуардо Саиди Тингатинга.

### Образование
Уровень грамотности в Танзании составлял на 2011 год 73 %. Обязательным является семилетнее образование, однако многие учащиеся перестают посещать школу раньше, а некоторые дети не посещают её вообще. По данным на 2000 год, лишь около 57 % детей в возрасте от 5 до 14 лет посещали школу.

## Здравоохранение
Смертность среди детей до 5 лет — 76 на 1000 новорождённых. Средняя продолжительность жизни составляет 51,45 год (50,06 лет у мужчин и 52,88 года — у женщин). Около 5,7 % взрослого населения страны заражены ВИЧ. Наиболее распространённой причиной смерти среди детей является малярия. Среди взрослых этой причиной является ВИЧ/СПИД. По данным на 2006 год, к улучшенным источникам питьевой воды имели доступ около 55 % населения. 33 % имеют доступ к улучшенным санитарным условиям.

## Спорт
В Танзании популярны футбол (сильнейшие клубы столичные «Янг Африканс» и «Симба»), бокс, волейбол, лёгкая атлетика, регби. Сборная Танзании по футболу, которая управляется Футбольной федерацией Танзании, никогда не выходила в финальную часть чемпионата мира, а на Кубке африканских наций выступала трижды (1980, 2019, 2023). Почти все игроки сборной Танзании выступают в местных клубах.
Несмотря на очень большое по африканским меркам население, Танзания практически не добивалась значимых успехов ни в одном виде спорта даже на региональном уровне.
На Олимпийских играх Танзания впервые выступила в 1964 году в Токио как Соединённая республика Танганьики и Занзибара. В 1980 году на Играх в Москве танзанийцы завоевали первые и пока единственные олимпийские награды в истории: бегун Сулейман Нямбуи выиграл серебро на дистанции 5000 метров, а Филберт Байи стал вторым на дистанции 3000 метров с препятствиями. В зимних Олимпийских играх танзанийцы никогда не участвовали. Кроме Олимпийских игр, Танзания участвует в таких крупных международных соревнованиях, как Игры Содружества, Всеафриканские игры, чемпионат Африки по лёгкой атлетике.
Одним из наиболее известных спортсменов родом из Танзании является баскетболист Хашим Табит, выбранный под общим вторым номером на драфте НБА 2009 года и сыгравший более 220 матчей в лиге за «Мемфис», «Хьюстон» и «Оклахому-Сити».

## СМИ
В Танзании зарегистрировано 693 периодических издания, из которых 171 издание выходит регулярно. К наиболее популярным изданиям относятся следующие газеты (все издаются в г. Дар-эс-Саламе):
- Daily News — правительственное издание, выходит с 1972 года, на английском языке, тираж — 50 тыс. экземпляров;
- The Guardian — выходит с 1994 года, на английском языке и языке суахили, тираж — 70 тыс. экземпляров;
- Uhuru — выходит с 1961 года, на языке суахили, тираж — 120 тыс. экземпляров[25].

Государственная телерадиокомпания TBC (Tanzania Broadcasting Corporation, Танзанийская радиовещательная корпорация), включает в себя одноимённый телеканал, радиостанции TBC Redio ya Taifa, TBC FM и TBC International.
Радиовещание в стране осуществляется с 1956 года, телевидение с 1994 года (на Занзибаре с 1972 года). Телевизионные приёмники имеют менее 5 % населения.
Государственное информационное агентство: Press Services Tanzania.